# Fausto Landini
Fausto Landini (San Giovanni Valdarno, 29 luglio 1951) è un allenatore di calcio ed ex calciatore italiano, di ruolo attaccante.
È il fratello minore di Spartaco, anch'egli ex calciatore.

## Carriera

### Giocatore

#### Club

Landini (a destra) alla Roma con Capello e Spinosi

Esordisce in Serie A, sotto la guida di Helenio Herrera, a 17 anni, il 1º dicembre 1968 in Roma-Bologna (2-1). Con la maglia della Roma ha disputato 44 partite con 6 gol in Serie A, 9 partite con 2 gol in Coppa Italia e 8 partite con un gol in Coppa delle Coppe.
Passato alla Juventus, viene scarsamente utilizzato e resterà una sola stagione, prima di passare al Bologna; qui rimane per quattro stagioni dove gioca, in particolare sotto la guida di Bruno Pesaola, come spalla di Beppe Savoldi.
Al termine di questo periodo viene ceduto all'Ascoli, dove, sotto la guida di Enzo Riccomini, disputa poche partite.

#### Nazionale
Ha totalizzato 4 presenze e un gol in Nazionale Under-21, esordendo a Mantova il 1º novembre 1969 in Italia-Ungheria (2-1).

### Allenatore
Terminata la carriera di giocatore, intraprende quella di allenatore.
Dal 1982 al 1984 allena le giovanili del Catanzaro
Nella stagione 1994-1995 ha allenato la Colligiana nel Campionato Nazionale Dilettanti.
Nel 1999 è vice allenatore del Livorno e nel 2002 del Poggibonsi.
Ha allenato il Valdarno in Prima Categoria, prima di essere sostituito da Loris Beoni
Nel 2004-2005 ha allenato la Primavera del Siena, e dal 2006-2007 quella della Sangiovannese.

## Palmarès

### Giocatore

#### Club
- Coppa Italia: 2

Roma: 1968-1969
Bologna: 1973-1974
- Campionato italiano di Serie B: 1

Ascoli: 1977-1978